# Fatjon Baro
Fatjon Baro (ur. 8 kwietnia 1987 w Kukësie) – albański zapaśnik walczący w stylu wolnym. Zajął dziesiąte miejsce na mistrzostwach świata w 2011. Ósmy na mistrzostwach Europy w 2012. Siódmy na igrzyskach śródziemnomorskich w 2013. Wicemistrz śródziemnomorski w 2011 roku.